# Stanislav Griga
Stanislav Griga (Zsolna, 1961. november 4. –) csehszlovák válogatott szlovák labdarúgó, csatár, edző.

## Pályafutása

### Klubcsapatban
1971-ben a ZVL Žilina korosztályos csapatában kezdte a labdarúgást, ahol 1980-ban mutatkozott be az első csapatban. 1981 és 1990 között a Sparta Praha labdarúgója volt, kivéve 1986–87-ben mikor a Dukla Praha együttesében szerepelt. A Spartával hat csehszlovák bajnoki címet és három kupagyőzelmet ért el. Az 1985–86-os idényben a csehszlovák élvonal gólkirálya lett 19 góllal. 1990 és 1992 között a holland Feyenoord, 1992–93-ban az osztrák a Rapid Wien játékosa volt.

### A válogatottban
1983 és 1990 között 34 alkalommal szerepelt a csehszlovák válogatottban és nyolc gólt szerzett. Tagja volt az 1990-es olaszországi világbajnokságon részt vevő csapatnak.

### Edzőként
1995–96-ban az MŠK Žilina, 1996 és 1998 között a Dukla Trenčín, 1998–99-ben a Slovan Bratislava, 1999 és 2002 között a szlovák U21-es válogatott, 2002–03-ban a Dubnica vezetőedzője volt. 2004 és 2008 között Csehországban dolgozott a Slovan Liberec, a Sparta Praha, majd a Viktoria Žižkov együttesénél. 2010 és 2012 között az FK Senica szakmai munkáját irányította. 2012–13-ban a szlovák válogatott szövetségi kapitánya volt. 2015–16-ban a Michalovce vezetőedzőjeként tevékenykedett.

## Sikerei, díjai
Sparta Praha
- Csehszlovák bajnokság
  - bajnok (6): 1983–84, 1984–85, 1986–87, 1987–88, 1988–89, 1989–90
  - gólkirály: 1985–86 (19 gól)
- Csehszlovák kupa
  - győztes (3): 1984, 1988, 1989

 Feyenoord
- Holland kupa
  - győztes (2): 1991, 1992